# ロレシオ・トゥイタ
ロレシオ・トゥイタ（Lolesio Tuita、1943年7月15日-1994年12月15日）は、ウォリス・フツナの男子陸上競技選手。専門はやり投、砲丸投。ヒヒフォ出身。
1969年にポートモレスビーで開催されたサウスパシフィックゲームズに出場し、やり投で金メダル、砲丸投で銅メダルを獲得した。以降やり投は1971年のパペーテ大会、1975年のタモン大会と3連覇を果たしている。1972年にはフランス代表としてミュンヘンオリンピックに出場しており、やり投に出場し決勝で11位になっている。